# Cristatusaurus
Cristatusaurus là một chi khủng long, được Taquet & D. A. Russell mô tả khoa học năm 1998.
Các loài khủng long trong chi này đã sinh sống trong thời kỳ đầu kỷ Phấn trắng ở khu vực nay là Niger, 112 triệu năm trước. Đó là một thành viên baryonychine của Spinosauridae, một nhóm động vật ăn thịt hai chân lớn với các chân trước khỏe và các sọ giống như của cá sấu. Loài điển hình Cristatusaurus lapparenti được đặt tên vào năm 1998 bởi các nhà khoa học Philippe Taquet và Dale Russell, trên cơ sở xương hàm và một số đốt sống. Hai hóa thạch móng cũng được gán cho Cristatusaurus. Tên chung của loài động vật, có nghĩa là "bò sát bị mào", ám chỉ đến một đỉnh sagittal trên đầu mõm của nó; trong khi tên cụ thể là để vinh danh nhà cổ sinh vật học người Pháp Albert-Félix de Lapparent. Cristatusaurus được biết đến từ Albian đến Aptian Erlhaz Formation, nơi nó sẽ tồn tại cùng với khủng long sauropod và khủng long iguanodontia, các loại theropoda khác, và các loài cá sấu khác nhau.
Ban đầu được đề xuất là một loài không xác định Baryonyx, danh tính của Cristatusaurus đã bị tranh luận, một phần do tính chất mảnh vỡ của hóa thạch của nó. Một số người cho rằng nó có lẽ là loài khủng long tương tự như Suchomimus, cũng đã được tìm thấy ở Niger, trong cùng một lớp trầm tích. Trong trường hợp đó, chi Cristatusaurus sẽ có ưu tiên, vì nó được đặt tên hai tháng trước đó. Tuy nhiên, những người khác đã kết luận rằng Cristatusaurus là một nomen dubium, xem xét nó không thể phân biệt được với cả Suchomimus và Baryonyx. Một số khác biệt giữa các hóa thạch của Cristatusaurus và Suchomimus đã được chỉ ra, nhưng không chắc liệu những khác biệt này có tách biệt hai chi hoặc nếu chúng là do ontogeny (thay đổi trong một sinh vật trong quá trình tăng trưởng).